# ソビエト連邦による北海道侵攻計画
ソビエト連邦による北海道侵攻計画は、ソ連対日参戦中の1945年8月に計画されたが、アメリカ合衆国の反対とソ連軍最高総司令部内部の懸念により、侵攻開始前に中止された。

## 背景
ヨシフ・スターリンはテヘラン会談とヤルタ会談で秘密裏に合意したとおり、第二次世界大戦末期の1945年8月に大日本帝国に宣戦布告した。ソ連の宣戦布告は、8月15日の日本の降伏のひとつの大きな要因となった。アメリカをはじめ他の連合国はすべて、降伏の時点で全戦闘行為を停止したが、スターリンはより多くの日本領土を占領するために:28、また、日本の占領においてソ連の立場を強くするために:156、戦闘継続を軍に命じた。
ソ連の赤軍は、樺太の戦いで樺太の南半分を首尾良く占領した。樺太は日本とロシア帝国及びソ連の間で1世紀にわたる争奪の的となっており、1905年（明治38年）の日露戦争では樺太の戦いの舞台となり、1945年（昭和20年）の時点では両国が半分ずつ領有していた (日本領の南半分は樺太庁と呼ばれた)。ソ連は日本降伏から3日後の8月18日に千島列島への侵攻を始めた (ソビエト連邦による千島列島侵攻)。
ソ連は樺太と千島列島の征服を計画したが、この新たな領土を守るために北海道、少なくともオホーツク海に接する北海道の一部の支配が必要だと考えた。しかしながら、前月に発表されたポツダム宣言は、戦後の日本が北海道、本州、九州、四国の本土四島を管理すると定めていた。そのため、ソ連による北海道の併合はもちろん、占領だけでも他の連合国からの激しい反発を招いただろう:155–156。

## 戦闘計画案
ソ連邦元帥のアレクサンドル・ヴァシレフスキーは北海道の北半分を奪うために、僻遠の小さな港、留萌:156–157に上陸し、留萌と釧路を結ぶ線の北側すべてを占領する構想を描いていた。第87狙撃軍団の狙撃師団2個が投入される予定だった。侵攻を支援するため、樺太に航空部隊と海上部隊も派遣された。プロジェクト・フラでソ連に貸与されたアメリカの艦船を使っても、ソ連海軍には樺太から一度に2個師団を運べるほどの輸送力はなく、2往復が計画された。イワン・ユマシェフ提督は8月24日の午前5時に留萌上陸を始める計画であった。
ソ連軍最高司令部は、兵站の準備は進めるべきだが、司令部からの明示的な許可がない限り侵攻を始めてはならないと命じた。

## 中止
ハリー・S・トルーマン米大統領は、ソ連による樺太と千島列島の併合は認めるつもりであり、実際にも戦後（事実上）ソ連領となったが、北海道に対するソ連の企てに対してはいかなるものでも断固反対した。ポツダム宣言は、日本列島の全部がソ連ではなくダグラス・マッカーサーに降伏することを意図していたので、トルーマンはソ連が日本の占領に加わることを拒否した。その上、ソ連軍最高司令部内でも、北海道侵攻は非現実的で成功の可能性が低く、ヤルタ協定にも違反するという懸念の声が上がった:155–156。
侵攻は開始予定の2日前、8月22日に中止され、代わりにソ連軍は千島列島の占領に力を集中した。

## 歴史的分析
歴史家は一般に、北海道侵攻が成功した可能性は低いと考えている。要因としては、ソ連の輸送船の少なさ、侵攻のために予定されたソ連地上部隊の少なさ、ソ連の上陸に抵抗する日本の空軍力（特攻機を含む）の存在などがある。千島列島侵攻中の占守島の戦いでソ連の部隊は大損害を被っており、似たような問題が北海道侵攻でもソ連を悩ませただろうと歴史学者は予想している。
歴史家のデニス・ジャングレコは、国が降伏した後でも日本軍は攻撃に対し激しく応戦したはずだとし、急いで集められた小規模なソ連の部隊は持ち堪えられなかっただろうと考えている。降伏後の日本軍は上陸部隊とは戦わないだろうとソ連は判断していたため、2個師団という比較的小さな部隊を集めたのだが、これはゲオルギー・ジューコフ元帥が全面的な征服（つまり日本軍の抵抗がある場合）に必要と見積もった4個野戦軍（合計12個師団）よりもはるかに小さかった:155–156。しかしながら、降伏から3日後の占守島で日本軍が激しく防戦した後、ソ連はこの想定を再検討せざるを得なくなった:158。
しかし、リチャード・B・フランクは、ソ連の海上輸送能力や航空支援が深刻に不足していたにもかかわらず、日本の防衛がソ連軍に面する北方ではなくアメリカ軍に面する南方に集中していたため、ソ連は成功しただろうと考えている。